# 溝底尾鱈
溝底尾鱈，為輻鰭魚綱鱈形目鼠尾鱈科的其中一種，分布於西太平洋菲律賓海域，屬深海底棲性魚類，棲息深度717-970公尺，體長可達25公分，生活習性不明。